# WR 126
WR 126 es una estrella en la constelación de Vulpecula de magnitud aparente +13,29.
Probablemente es miembro de la Asociación estelar Vul OB2, situada a unos 4400 pársecs o 14.400 años luz del sistema solar.

## Clasificación
WR 126 es una estrella de Wolf-Rayet con un espectro único que difiere de los distintos subtipos existentes entre estas estrellas (WC/WN).
Su espectro corresponde fundamentalmente al de una estrella WC —con la salvedad de que sus líneas de emisión son especialmente débiles— pero también muestra líneas debidas al nitrógeno, que revelan una abundancia significativa de este elemento.
Por ello se la ha clasificado como de tipo espectral WC5/WN.
Esta peculiar clasificación puede ser el resultado de una historia evolutiva única, o bien la consecuencia de que sea un sistema binario aún no detectado.

## Características
WR 126 tiene una temperatura efectiva de 63.000 K y su luminosidad es 270.000 veces superior a la luminosidad solar.
Con una masa catorce veces mayor que la del Sol, tiene un radio equivalente a 4,35 veces el radio solar.
La velocidad terminal de su viento estelar alcanza los 2000 km/s.
Al igual que otras estrellas de Wolf-Rayet, pierde masa estelar, a razón  3,6 × 10-6 veces la masa solar cada año, una cifra menor que la comúnmente observada en estrellas WC.